# Ulrich Meister junior

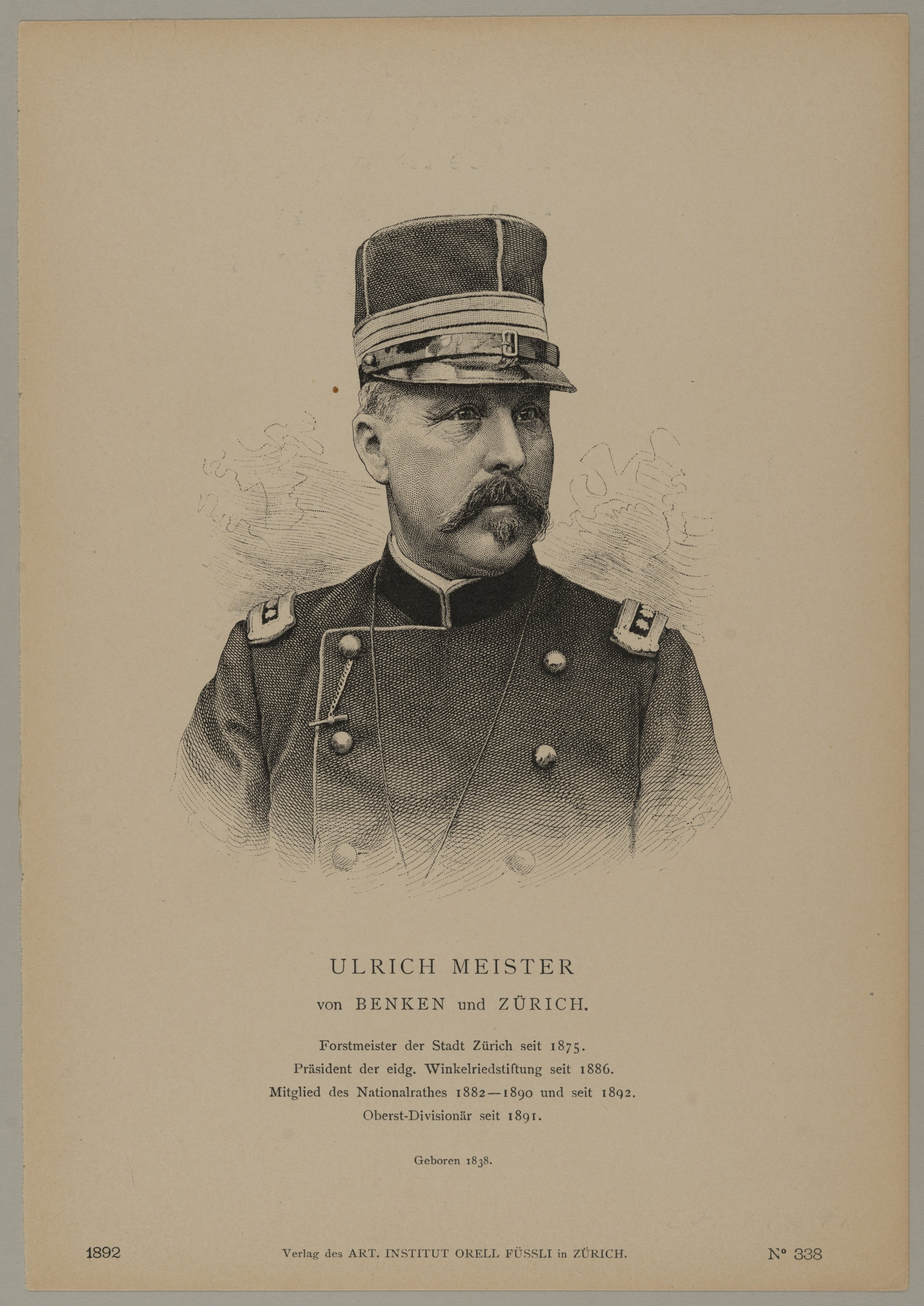
Ulrich Meister (1892)

Ulrich Meister, auch Hans Ulrich Meister (* 14. Januar 1838 in Benken; † 3. Februar 1917 in Zürich), heimatberechtigt in Benken und ab 1875 in Zürich, war ein Schweizer Förster und liberaler/freisinniger Politiker.

## Leben

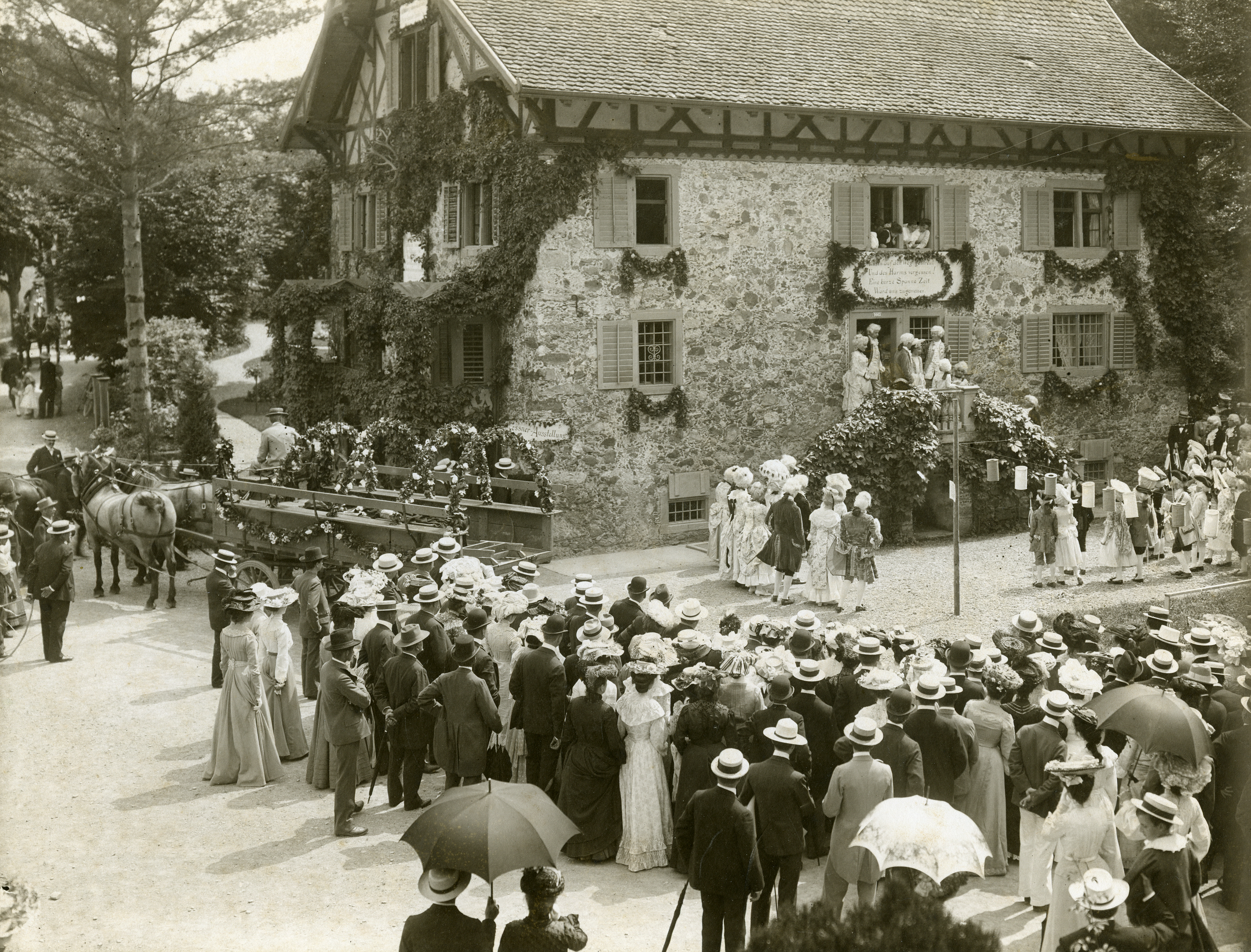
Festaufführung zum Salomon-Gessner-Fest im Forsthaus Sihlwald am 5. Juli 1903

### Familie
Ulrich Meister war der Sohn des gleichnamigen Kreisoberförsters und Politikers Ulrich Meister.
In erster Ehe war er seit 1869 mit Elisabeth († 19. März 1891 in Zürich), der Tochter des Politikers Franz Hagenbuch (1819–1888) aus Zürich, verheiratet; die Ehe blieb kinderlos. Das Paar bewohnte das 1733 errichtete Forsthaus Sihlwald. In zweiter Ehe heiratete er 1900 Melanie Magdalena, die Tochter des Botanikers Carl Cramer (1831–1901).

### Werdegang
Ulrich Meister besuchte in Schaffhausen das Gymnasium (siehe Kantonsschule Schaffhausen) und die Industrieschule (vgl. Kantonsschule Rämibühl) in Zürich.
Von 1856 bis 1858 besuchte er die ein Jahr zuvor eröffnete Forstschule am Eidgenössischen Polytechnikum (siehe ETH Zürich), um bei Elias Landolt und Xavier Marchand (1799–1859) Forstwissenschaften zu studieren. Zu seinen Mitstudenten gehörte unter anderem der spätere Politiker Ludwig Arnold Zollikofer (1839–1923).
Von 1858 bis 1859 bildete er sich an der Universität Giessen bei Gustav Heyer weiter und war dort 1859 auch kurzzeitig als Privatdozent tätig. Bereits kurz nach Studienbeginn ernannte ihn Gustav Heyer zu seinem Assistenten und vertraute ihm die Redaktion der Allgemeinen Forst- und Jagdzeitung an. Während der Rückreise in die Schweiz reiste Ulrich Meister mit den Empfehlungen von Gustav Heyer nach Mittel- und Süddeutschland und besuchte verschiedene Förster und Akademiker; diese Bekanntschaften bildeten einen späteren hohen Wert.
Er erhielt 1860 das Forstmeisterpatent in Zürich und war von 1860 bis 1862 Forstverwalter der Stadt Stein am Rhein und des Klosters Katharinental.
1862 wurde er Forstadjunkt und war von 1864 bis 1875 Forstmeister des ersten Kreises, bevor er von 1875 bis 1914, als Nachfolger von Carl Anton Ludwig von Orelli (1808–1890), Stadtforstmeister in Zürich wurde. Er gestaltete den Züricher Sihlwald nach den Grundsätzen der modernen Forstwirtschaft, sodass auch später Fachleute anreisten, um den Wald zu besichtigen. Im Laufe der Zeit schuf er auch eine Krankenkasse für Forstamtsmitarbeiter und deren Frauen, liess Arbeiterwohnungen und eine Schule bauen.
Ab 1873 war er Mitglied des Verwaltungsrats der Neuen Zürcher Zeitung und wurde, als Nachfolger von Conrad Cramer-Frey, 1883 zu dessen Präsidenten gewählt. 1899 war er auch Präsident des Verwaltungsrats der Sihlthalbahn, und 1909 war er Mitglied und Vizepräsident des Verwaltungsrats der 1894 gegründeten Schweizerischen Depeschenagentur AG (siehe Keystone-SDA).
Ulrich Meister wurde 1865 im Artilleriestab zum Oberleutnant befördert. 1866 erfolgte seine Beförderung zum Hauptmann, 1870 zum Stabsmajor, worauf er 1872 Kommandant der 16. Halbbrigade wurde. 1875 wurde er in den Generalstabskorps versetzt und im selben Jahr zum Stabschef der 4. Division ernannt. 1876 erfolgte seine Beförderung zum Oberstleutnant und 1881 zum Oberst. Seinem Einsatz war es zu verdanken, dass es am 9. März 1871 während des Tonhallekrawalls zu keinem Blutbad kam, sondern der Platz friedlich geräumt werden konnte.
Ulrich Meister kommandierte von 1891 bis 1900 die Felddivision 6 und war Mitglied der Waffenplatzkommission. 1899 wurde er aus dem Wehrdienst entlassen; ihm folgte Ulrich Wille als Kommandant der Felddivision 6.

### Politisches und gesellschaftliches Wirken

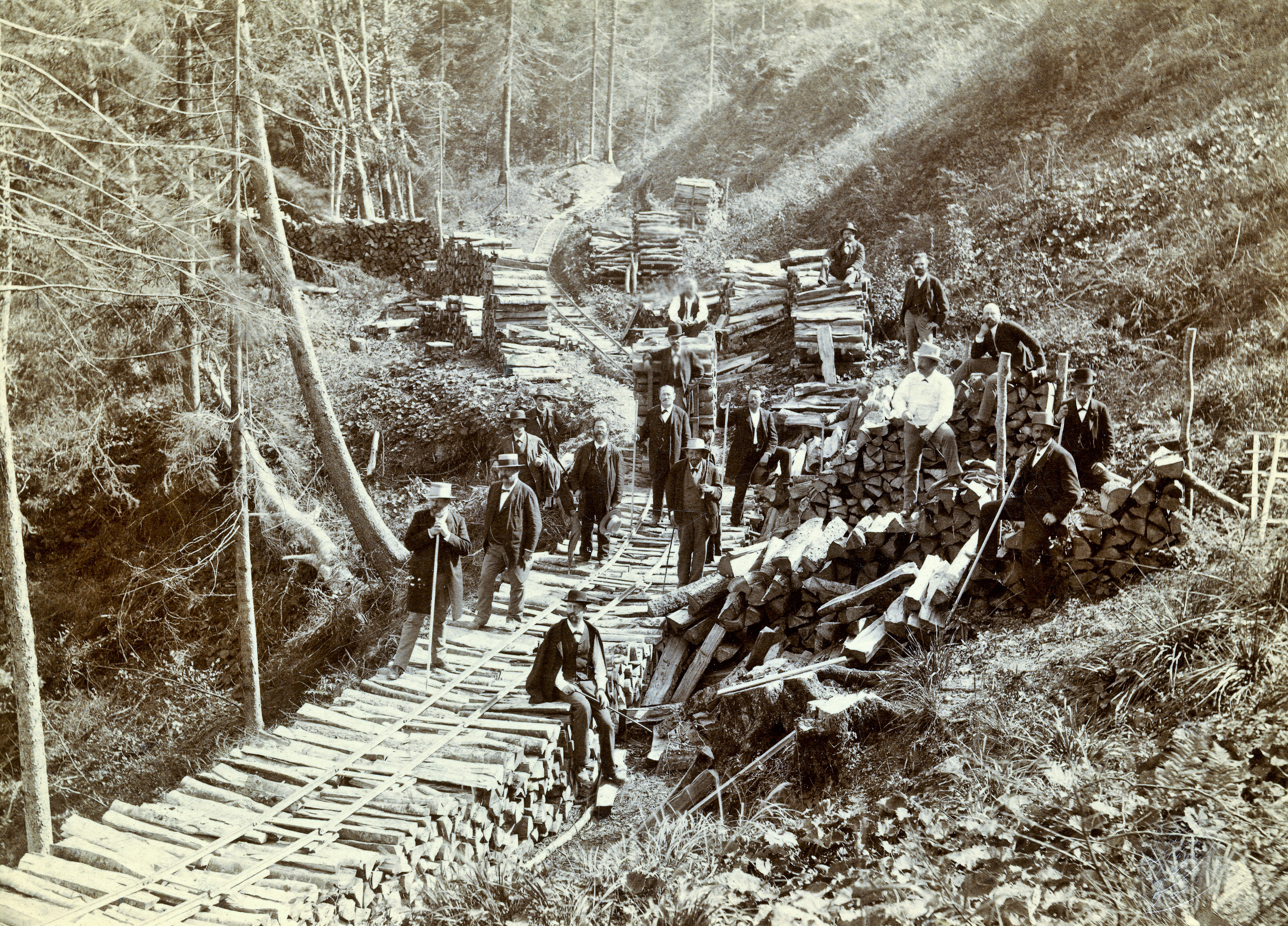
Sihlwaldbahn mit "fliegendem" Not-Gleis, 1885 (Schneedruckkatastrophe)

Ulrich Meister war von 1866 Mitglied des Grossen Stadtrats von Zürich; 1870 wurde er in dessen Baukommission gewählt.
Von 1872 bis 1916 war er Zürcher Kantonsrat (1914: Alterspräsident) sowie vom 23. Januar 1882 bis zum 30. November 1890 und vom 30. Mai 1892 bis zum 3. Dezember 1911 Nationalrat der Liberalen bzw. der FDP; in dieser Zeit war er 1901 Vizepräsident und, als Nachfolger von Gustave Ador, 1902 Präsident des Nationalrats; ihm folgte Klemens Iten als Präsident. Er leitete im April 1902 die Sitzung des Nationalrats, an der beschlossen wurde, wegen der Silvestrelli-Affäre die diplomatischen Beziehungen zu Italien abzubrechen.
1884 wurde er im Kantonsrat Präsident der Kommission, die sich mit der Nationalbahngarantie (siehe Schweizerische Nationalbahn) beschäftigte. Im gleichen Jahr unterstützte er den Aufruf zur Errichtung eines Alfred-Escher-Denkmals.
1894 war er Mitgründer der Freisinnigen Partei im Bahnhofbuffet Olten, und 1899 wurde er Präsident des leitenden Ausschusses des kantonalen Zentralkomitees der Partei.
Meister wurde 1870 durch die Feuerpolizeikommission zum ersten Adjutanten des Oberpannerkommandanten (siehe Bannerherr) gewählt.
Der Badische Forstverein ernannte ihn 1871 zu seinem Ehrenmitglied.
1897 wurde er durch die Generalversammlung der Schweizerischen Unteroffiziersgesellschaft in Zürich zum Ehrenmitglied ernannt.
Meister förderte die forsttechnische Nutzung des Sihlwaldes, den Wohnungsbau, eine Volksküche und Versicherungen für Arbeiter und Angestellte sowie den Bau der Sihltalbahn, die auch als Waldeisenbahn diente. Der Vorteil der Bahnnutzung erwies sich besonders 1885, als durch Schneebruch enorme Holzmassen transportiert werden mussten.
Als Zürcher Erziehungsrat von 1899 bis 1909 unterstützte er den Neubau des Hauptgebäudes der Universität Zürich an der Rämistrasse. Nach seinem Rücktritt vom Amt des Erziehungsrats folgte ihm Heinrich Mousson (1866–1944).
Meister war von 1902 bis 1910 Mitglied der Hochschulkommission der Universität Zürich und war Mitgründer und Präsident des Zürcher Hochschulvereins; ihm folgte Robert Billeter in das Amt des Präsidenten.
Er war, als Nachfolger von Gottlieb Asper (1854–1889), von 1888 bis 1913 Präsident des Schweizerischen Fischerei-Verbands; ihm folgte Carl Moser in das Präsidentenamt. Er nahm 1892 an der Konferenz in Konstanz teil, die sich mit der Regelung der Fischereiverhältnisse im Bodensee zwischen den Anrainerstaaten beschäftigte. 1912 wurde er zum Ehrenpräsidenten des Fischerei-Verbands ernannt.
1905 erfolgte seine Wahl in die Aufsichtskommission der Eidgenössischen Zentralanstalt für das forstliche Versuchswesen.
Von 1907 bis 1914 war er Zunftmeister der Zunft Zur Schmiden, und er war Angehöriger der Stubengesellschaft Schildner zum Schneggen.
Er gilt als Initiant der Zürcher Winkelriedstiftung und war von 1878 bis 1890 Präsident der Offiziersgesellschaft des Kantons Zürich.
1906 wurde er zum Ehrenmitglied des Schweizerischen Forstvereins gewählt. 1911 trat er aus dem Vorstand des Verschönerungsvereins von Zürich und Umgebung aus.
1914 war er Vorstandsmitglied des Verbands der Kunstfreunde in den Ländern am Rhein.
Er war Mitglied des Verbands der Schweizerischen Geographischen Gesellschaften.

### Ehrungen und Auszeichnungen
1905 wurde er zum Ehrendoktor von der Philosophischen Fakultät der Universität Zürich ernannt. 1915 wurde Ulrich Meister zum Ehrenzunftmeister ernannt.

## Schriften (Auswahl)
- Betrachtungen über die zürcherische Privatforstwirtschaft. Zürich, 1875.
- Die Stadtwaldungen von Zürich. Zürich, 1883 (Digitalisat).
- Chronik der Jubiläumsfeier der Jubiläumsfeier des Artillerie-Collegiums am 1. Juli 1886 (Digitalisat).
- Militärisch-politische Beiträge zur Geschichte des Unterganges der Xlllörtigen Eidgenossenschaft. In: LXXXVI. Neujahrsblatt der Feuerwerker-Gesellschaft. Zürich 1891 (Digitalisat).
- Die Hebung der gewerblichen Berufsbildung. In: Neue Zürcher Zeitung vom 23. Oktober 1892, S. 1–2 (Digitalisat) und Die Hebung der gewerblichen Berufsbildung (Schluß). In: Neue Zürcher Zeitung vom 24. Oktober 1892, S. 1 (Digitalisat).
- Die Zürcher Truppen im Sonderbunds-Feldzug 1847: Tagebuch des Artillerie-Oberlieutenants Adolf Bürkli.
  - Teil 1. In: LXXXXI. Neujahrsblatt der Feuerwerker-Gesellschaft. Zürich 1896 (Digitalisat).
  - Teil 2. Zürich 1897.
- Die Entwicklung der schweizerischen Wehrverfassungen mit besonderer Berücksichtigung des eidgenössischen Militärreglements von 1817. Zürich, 1902.
- Die Reorganisation des Oberforstinspektorates. In: Schweizerische Zeitschrift für Forstwesen, Band 57, Heft 9. 1906, S. 261–272 (Digitalisat).
- Die Entwicklung der liberalen Partei. In: Neue Zürcher Zeitung vom 29. Januar 1909, S. 1–2 (Digitalisat).